# Walid Zidi
Walid Zidi (arabe : وليد الزيدي), né le 30 avril 1986 au Kef, est un universitaire et homme politique tunisien.

## Biographie
Après avoir fait ses études primaires et secondaires dans des établissements scolaires spécialisés pour les malvoyants, il entre dans l'histoire du pays en décrochant un doctorat en lettres à la faculté des lettres, des arts et des humanités de l'université de La Manouba en 2019.
Il travaille comme enseignant de traduction et de la rhétorique dans cette même université et comme chercheur en sciences rhétoriques et en psychologie du handicap.
Il est également poète, joueur d'oud ainsi que responsable animation d'un club à Tajerouine dédié aux talents littéraires.
Désigné le 24 août comme ministre des Affaires culturelles dans le gouvernement de Hichem Mechichi, il décline le poste avant de changer d'avis. Le 27, alors que Mechichi décide de le remplacer, Zidi reçoit le soutien du président de la République Kaïs Saïed. Le 2 septembre, il prend ses fonctions, devenant de ce fait le premier ministre tunisien malvoyant. Le 5 octobre, Mechichi met toutefois fin à ses fonctions après son opposition à l'interdiction des manifestations culturelles dans le cadre de la pandémie de coronavirus.